# Granero del Pósito
El granero del Pósito del municipio de Lucena del Cid (Provincia de Castellón, España) situado en las proximidades de les Eres, sobre lo que se supone era la Era de la Villa data del siglo XVIII.
Este edificio sustituiría al primitivo granero municipal situado en la Plaza y constituía el depósito de grano del Pósito que era una institución creada en toda España por real orden de 1753. Esta nueva institución vendría a ser el equivalente -a nivel de toda la monarquía- del viejo granero o almodí medieval valenciano. Ella era la encargada de mantener acopio de granos, para prestarlos, como semilla, en condiciones módicas a los labradores y vecinos. Durante el Siglo VIII, estos Pósitos fueron concienzudamente reglamentados, tal y como puede verse en la amplia serie documental existente al respecto en el archivo municipal.
De este edificio no se conoce prácticamente nada. Ni cuándo se hizo ni con qué finalidad. La única referencia que se posee, y no es seguro que sea sobre este edificio - aunque sí lo más probable - es de cuando la Guerra de la Independencia. Concretamente de 1.813. De ese año data un documento donde se dice que un determinado cargamento de trigo, "se mandó conducir al Granero de la villa que tiene en la Casa del Hospital". Si esa casa hospital fuera el Granero se explicaría, por ejemplo, ese piso superior que tiene, que sería el lugar donde estaría situado el hospital, mientras que la planta baja se dedicaría a almacén de granos. De hecho, ese piso superior, que durante muchos años se usó como escuela y como guardería infantil, no se corresponde a la idea que se tiene de un granero, pero sí a la de un antiguo hospital de caridad.
El hospital —de ser cierta la interpretación que se hace del documento— habría pasado de estar en el ayuntamiento medieval, al granero - hospital en el siglo XVIII. Allí permanecería hasta que, a mediados del siglo XIX, tras la guerra carlista, sería trasladado al edificio anexo a la ermita de San Antonio.